# Eleusine kigeziensis
Eleusine kigeziensis är en gräsart som beskrevs av Sylvia Mabel Phillips. Eleusine kigeziensis ingår i släktet gåshirser, och familjen gräs. Inga underarter finns listade i Catalogue of Life.